# Diego Rubio
Diego Iván Rubio Köstner (Santiago, 15 de maio de 1993) é um futebolista chileno, que atua como atacante. Atualmente, joga pelo Austin FC.
Ele é filho do antigo avançado do Colo-Colo Hugo Rubio e irmão dos futebolistas profissionais Eduardo Rubio e Matías Rubio. É também afilhado da antiga estrela chilena Iván Zamorano e da sua mulher María Alberó.

## Carreira

### Formação
Rubio começou a sua carreira como futebolista na Universidad Católica. No entanto, quando ele tinha 14 anos, decidiu mudar-se para a sua equipa favorita, Colo-Colo. Após alguns anos nas camadas jovens do Colo-Colo onde se destacou, foi promovido à equipa de futebol profissional em Janeiro de 2011.

### Colo-Colo
Rubio fez a sua estreia pelo Colo-Colo num amigável de pré-época contra o Deportes La Serena, como parte do onze inicial. Num outro jogo de pré-época, Diego marcou o seu primeiro golo pelo clube, num jogo que a sua equipa ganhou por 3-1 contra a Unión Española, no qual ele marcou 2 golos e foi nomeado homem-do-jogo.
A sua estreia no Campeonato Chileno de Futebol aconteceu em 14 de Fevereiro de 2011 contra o Unión San Felipe, entrando aos 84 min, numa derrota fora por 2-0. Na Copa Libertadores da América, no jogo contra o Santos no Brasil, ele marcou o seu primeiro golo profissional, mas o jogo acabou com uma derrota por 3-2. No dia 19 de Abril, Rubio marcou os seus primeiros 2 golos no Campeonato Chileno de Futebol contra o La Serena, aos 30 e aos 62 minutos, sendo nomeado homem-do-jogo, na vitória caseira por 4-1. Estando finalmente entre as primeiras escolhas do clube, Rubio marcou 2 dois golos contra o Táchira, num jogo da Taça dos Libertadores, que o Colo-Colo acabou por ganhar por 2-1. Após os seus bons desempenhos, correram rumores que outros grandes clubes europeus estariam interessados em Rubio.
Jogou o seu primeiro derby contra o seu clube de infância Universidad Católica, participando no golo do empate do Colo-Colo oferecendo uma assistência ao seu colega de equipa, Ezequiel Miralles aos 81 minutes, jogou que acabou com um empate a 1 golo. O treinador Américo Gallego escolheu Rubio para jogar também o maior derby do futebol chileno, contra o Universidad de Chile, mas ele só jogou 30 minutos numa derrota por 2-1.

## Sporting
O seu destino acabou por ser o Sporting, clube com o qual assinou contrato nos primeiros dias de Julho de 2011. O Sporting pagou 1 milhão de euros pelo seu passe, ficando o contrato com uma duração de 5 épocas (até 30.06.2016) e com uma clausula de rescisão de 30 milhões de euros.

## CS Panduri
Em Agosto de 2013 o Sporting emprestou o Diego Rubio ao CS Panduri com opção de compra fixada nos 10 milhões de euros durante uma época.

## Sandnes Ulf
Após o empréstimo anterior e sem espaço no plantel para ser presença assídua, Diego Rubio foi novamente emprestado em Fevereiro de 2014, desta vez ao clube norueguês Sandnes Ulf 

## Carreira Internacional
No dia 31 de Maio de 2011, Rubio foi chamado pelo treinador do Seleção Chilena, Claudio Borghi para participar na pré-lista de 28 jogadores que iam jogar na Copa América de 2011. Ele fez a sua estreia oficial pela selecção nacional do Chile no dia 23 de Junho de 2011, num jogo contra o Seleção Paraguaia, o último jogo do Chile antes da Copa América.

## Vida Pessoal
Diego é o filho de Hugo Rubio, que estando neste momento a trabalhar na empresa Passball como agente de jogadores, foi um futebolista de sucesso, tendo um carreira extensa no Chile, com algum tempo em clubes europeus, nomeadamente em Itália e na Suiça. Hugo foi também um membro do Seleção Chilena na Copa América de 1987 e 1991. Diego tem também dois irmãos futebolistas, Eduardo que joga actualmente no Deportes La Serena e Matías que joga actualmente no Rangers por empréstimo da Universidad Católica. É também afilhado da lenda do futebol Chileno, Iván Zamorano.
No dia 15 de Maio de 2011, foi reportado que ele entrou na lista dos mais populares jogadores chilenos no Twitter com 1,247 fans, no décimo-segundo lugar, de um grupo de 14 players, lista que é liderada por Jorge Valdivia no primeiro lugar, com mais de 50,000 fans.